# Mistrovství světa ve fotbale 2006
Mistrovství světa ve fotbale 2006 (oficiálně 2006 FIFA World Cup Germany) bylo osmnácté mistrovství světa v dějinách fotbalu. Finálový turnaj se odehrál mezi 9. červnem a 9. červencem roku 2006 v Německu. Turnaje se zúčastnilo 32 týmů. Rozlosování do 8 skupin po 4 týmech proběhlo 9. prosince 2005. Nejlepší hráči mistrovství světa: Zinédine Zidane (Francie), Fabio Cannavaro, Andrea Pirlo (oba Itálie).

## Stupně vítězů
| Zlato  | Stříbro | Bronz   | 4. místo    |
| ------ | ------- | ------- | ----------- |
| Itálie | Francie | Německo | Portugalsko |

## Kvalifikace
Kvalifikace se zúčastnilo 198 fotbalových reprezentací, které bojovaly o 31 místenek na závěrečném turnaji. Pořadatelské Německo mělo účast jistou.

### Kvalifikované týmy
| Vlajka      | Stát                         | Soupisky | Vlajka            | Stát                                | Soupisky |
| ----------- | ---------------------------- | -------- | ----------------- | ----------------------------------- | -------- |
| Ukrajina    | Ukrajina (Evropa)            | soupiska | Paraguay          | Paraguay (Jižní Amerika)            | soupiska |
| Německo     | Německo (Evropa)             | soupiska | Argentina         | Argentina (Jižní Amerika)           | soupiska |
| Švédsko     | Švédsko (Evropa)             | soupiska | Mexiko            | Mexiko (Střední Amerika)            | soupiska |
| Česko       | Česko (Evropa)               | soupiska | Trinidad a Tobago | Trinidad a Tobago (Střední Amerika) | soupiska |
| Itálie      | Itálie (Evropa)              | soupiska | Kostarika         | Kostarika (Střední Amerika)         | soupiska |
| Nizozemsko  | Nizozemsko (Evropa)          | soupiska | USA               | USA (Severní Amerika)               | soupiska |
| Anglie      | Anglie (Evropa)              | soupiska | Tunisko           | Tunisko (Afrika)                    | soupiska |
| Portugalsko | Portugalsko (Evropa)         | soupiska | Angola            | Angola (Afrika)                     | soupiska |
| Srbsko      | Srbsko a Černá Hora (Evropa) | soupiska | Pobřeží slonoviny | Pobřeží slonoviny (Afrika)          | soupiska |
| Švýcarsko   | Švýcarsko (Evropa)           | soupiska | Ghana             | Ghana (Afrika)                      | soupiska |
| Polsko      | Polsko (Evropa)              | soupiska | Togo              | Togo (Afrika)                       | soupiska |
| Francie     | Francie (Evropa)             | soupiska | Austrálie         | Austrálie (Austrálie)               | soupiska |
| Chorvatsko  | Chorvatsko (Evropa)          | soupiska | Japonsko          | Japonsko (Asie)                     | soupiska |
| Španělsko   | Španělsko (Evropa)           | soupiska | Írán              | Írán (Asie)                         | soupiska |
| Brazílie    | Brazílie (Jižní Amerika)     | soupiska | Jižní Korea       | Jižní Korea (Asie)                  | soupiska |
| Ekvádor     | Ekvádor (Jižní Amerika)      | soupiska | Saúdská Arábie    | Saúdská Arábie (Asie)               | soupiska |

## Stadiony
| Berlín                                                | Dortmund | Mnichov | Stuttgart                                             |
| ----------------------------------------------------- | --- | --- | ----------------------------------------------------- |
| Olympiastadion                                        | Signal Iduna Park (FIFA World Cup Stadium, Dortmund)                                                                       | Allianz Arena (FIFA World Cup Stadium, Munich)                                                                             | Mercedes-Benz Arena                                   |
| 52°30′53″ s. š., 13°14′22″ v. d.                      | 51°29′33,25″ s. š., 7°27′6,63″ v. d.                                                                                       | 48°13′7,59″ s. š., 11°37′29,11″ v. d.                                                                                      | 48°47′32,17″ s. š., 9°13′55,31″ v. d.                 |
| Kapacita: 74 176                                      | Kapacita: 67 000 | Kapacita: 66 016 | Kapacita: 54 267                                      |
|                                                       | | |                                                       |
| Gelsenkirchen                                         | Berlín Dortmund Mnichov Stuttgart Gelsenkirchen Hamburk Frankfurt Kolín nad Rýnem Hannover Lipsko Kaiserslautern Norimberk | Berlín Dortmund Mnichov Stuttgart Gelsenkirchen Hamburk Frankfurt Kolín nad Rýnem Hannover Lipsko Kaiserslautern Norimberk | Hamburk                                               |
| Veltins-Arena (FIFA World Cup Stadium, Gelsenkirchen) | Berlín Dortmund Mnichov Stuttgart Gelsenkirchen Hamburk Frankfurt Kolín nad Rýnem Hannover Lipsko Kaiserslautern Norimberk | Berlín Dortmund Mnichov Stuttgart Gelsenkirchen Hamburk Frankfurt Kolín nad Rýnem Hannover Lipsko Kaiserslautern Norimberk | AOL Arena (FIFA World Cup Stadium, Hamburk)           |
| 51°33′16,21″ s. š., 7°4′3,32″ v. d.                   | Berlín Dortmund Mnichov Stuttgart Gelsenkirchen Hamburk Frankfurt Kolín nad Rýnem Hannover Lipsko Kaiserslautern Norimberk | Berlín Dortmund Mnichov Stuttgart Gelsenkirchen Hamburk Frankfurt Kolín nad Rýnem Hannover Lipsko Kaiserslautern Norimberk | 53°35′13,77″ s. š., 9°53′55,02″ v. d.                 |
| Kapacita: 53 804                                      | Berlín Dortmund Mnichov Stuttgart Gelsenkirchen Hamburk Frankfurt Kolín nad Rýnem Hannover Lipsko Kaiserslautern Norimberk | Berlín Dortmund Mnichov Stuttgart Gelsenkirchen Hamburk Frankfurt Kolín nad Rýnem Hannover Lipsko Kaiserslautern Norimberk | Kapacita: 51 055                                      |
|                                                       | Berlín Dortmund Mnichov Stuttgart Gelsenkirchen Hamburk Frankfurt Kolín nad Rýnem Hannover Lipsko Kaiserslautern Norimberk | Berlín Dortmund Mnichov Stuttgart Gelsenkirchen Hamburk Frankfurt Kolín nad Rýnem Hannover Lipsko Kaiserslautern Norimberk |                                                       |
| Frankfurt                                             | Berlín Dortmund Mnichov Stuttgart Gelsenkirchen Hamburk Frankfurt Kolín nad Rýnem Hannover Lipsko Kaiserslautern Norimberk | Berlín Dortmund Mnichov Stuttgart Gelsenkirchen Hamburk Frankfurt Kolín nad Rýnem Hannover Lipsko Kaiserslautern Norimberk | Kolín nad Rýnem                                       |
| Commerzbank-Arena (FIFA World Cup Stadium, Frankfurt) | Berlín Dortmund Mnichov Stuttgart Gelsenkirchen Hamburk Frankfurt Kolín nad Rýnem Hannover Lipsko Kaiserslautern Norimberk | Berlín Dortmund Mnichov Stuttgart Gelsenkirchen Hamburk Frankfurt Kolín nad Rýnem Hannover Lipsko Kaiserslautern Norimberk | RheinEnergieStadion (FIFA World Cup Stadium, Cologne) |
| 50°4′6,86″ s. š., 8°38′43,65″ v. d.                   | Berlín Dortmund Mnichov Stuttgart Gelsenkirchen Hamburk Frankfurt Kolín nad Rýnem Hannover Lipsko Kaiserslautern Norimberk | Berlín Dortmund Mnichov Stuttgart Gelsenkirchen Hamburk Frankfurt Kolín nad Rýnem Hannover Lipsko Kaiserslautern Norimberk | 50°56′0,59″ s. š., 6°52′29,99″ v. d.                  |
| Kapacita: 48 132                                      | Berlín Dortmund Mnichov Stuttgart Gelsenkirchen Hamburk Frankfurt Kolín nad Rýnem Hannover Lipsko Kaiserslautern Norimberk | Berlín Dortmund Mnichov Stuttgart Gelsenkirchen Hamburk Frankfurt Kolín nad Rýnem Hannover Lipsko Kaiserslautern Norimberk | Kapacita: 46 134                                      |
|                                                       | Berlín Dortmund Mnichov Stuttgart Gelsenkirchen Hamburk Frankfurt Kolín nad Rýnem Hannover Lipsko Kaiserslautern Norimberk | Berlín Dortmund Mnichov Stuttgart Gelsenkirchen Hamburk Frankfurt Kolín nad Rýnem Hannover Lipsko Kaiserslautern Norimberk |                                                       |
| Hannover                                              | Lipsko | Kaiserslautern | Norimberk                                             |
| HDI-Arena (FIFA World Cup Stadium, Hannover)          | Zentralstadion | Fritz Walter Stadion | EasyCredit-Stadion (Frankenstadion)                   |
| 52°21′36,24″ s. š., 9°43′52,31″ v. d.                 | 51°20′44,86″ s. š., 12°20′53,59″ v. d.                                                                                     | 49°26′4,96″ s. š., 7°46′35,24″ v. d.                                                                                       | 49°25′34″ s. š., 11°7′33″ v. d.                       |
| Kapacita: 44 652                                      | Kapacita: 44 199 | Kapacita: 43 450 | Kapacita: 41 926                                      |
|                                                       | | |                                                       |

## Skupinová fáze

### Skupina A
| Poř. | Země      | Z | V | R | P | VG | IG | B |
| ---- | --------- | - | - | - | - | -- | -- | - |
| 1.   | Německo   | 3 | 3 | 0 | 0 | 8  | 2  | 9 |
| 2.   | Ekvádor   | 3 | 2 | 0 | 1 | 5  | 3  | 6 |
| 3.   | Polsko    | 3 | 1 | 0 | 2 | 2  | 4  | 3 |
| 4.   | Kostarika | 3 | 0 | 0 | 3 | 3  | 9  | 0 |

| 9. června 2006 18:00              |        |                   |                                                                              |
| Německo                           | 4 : 2  | Kostarika         | Allianz Arena, Mnichov diváci: 66 000 rozhodčí: Horacio Elizondo (Argentina) |
| Lahm 6' Klose 17', 61' Frings 87' | Report | Wanchope 12', 73' | Allianz Arena, Mnichov diváci: 66 000 rozhodčí: Horacio Elizondo (Argentina) |

| 9. června 2006 21:00 |        |                            |                                                                                |
| Polsko               | 0 : 2  | Ekvádor                    | Veltins-Arena, Gelsenkirchen diváci: 52 000 rozhodčí: Toru Kamikawa (Japonsko) |
|                      | Report | C. Tenorio 24' Delgado 80' | Veltins-Arena, Gelsenkirchen diváci: 52 000 rozhodčí: Toru Kamikawa (Japonsko) |

| 14. června 2006 21:00 |        |        |                                                                                        |
| Německo               | 1 : 0  | Polsko | Signal Iduna Park, Dortmund diváci: 65 000 rozhodčí: Luis Medina Cantalejo (Španělsko) |
| Neuville 90+1'        | Report |        | Signal Iduna Park, Dortmund diváci: 65 000 rozhodčí: Luis Medina Cantalejo (Španělsko) |

| 15. června 2006 15:00                    |        |           |                                                                           |
| Ekvádor                                  | 3 : 0  | Kostarika | HSH Nordbank Arena, Hamburk diváci: 50 000 rozhodčí: Coffi Codjia (Benin) |
| C. Tenorio 8' Delgado 54' Kaviedes 90+2' | Report |           | HSH Nordbank Arena, Hamburk diváci: 50 000 rozhodčí: Coffi Codjia (Benin) |

| 20. června 2006 16:00 |        |                            |                                                                                |
| Ekvádor               | 0 : 3  | Německo                    | Olympiastadion Berlín, Berlín diváci: 72 000 rozhodčí: Valentin Ivanov (Rusko) |
|                       | Report | Klose 4', 44' Podolski 57' | Olympiastadion Berlín, Berlín diváci: 72 000 rozhodčí: Valentin Ivanov (Rusko) |

| 20. června 2006 16:00 |        |                  |                                                                        |
| Kostarika             | 1 : 2  | Polsko           | HDI-Arena, Hannover diváci: 43 000 rozhodčí: Shamsul Maidin (Singapur) |
| Gómez 25'             | Report | Bosacki 33', 65' | HDI-Arena, Hannover diváci: 43 000 rozhodčí: Shamsul Maidin (Singapur) |

### Skupina B
| Poř. | Země              | Z | V | R | P | VG | IG | B |
| ---- | ----------------- | - | - | - | - | -- | -- | - |
| 1.   | Anglie            | 3 | 2 | 1 | 0 | 5  | 2  | 7 |
| 2.   | Švédsko           | 3 | 1 | 2 | 0 | 3  | 2  | 5 |
| 3.   | Paraguay          | 3 | 1 | 0 | 2 | 2  | 2  | 3 |
| 4.   | Trinidad a Tobago | 3 | 0 | 1 | 2 | 0  | 4  | 1 |

| 10. června 2006 15:00 |          |          |                                                                                |
| Anglie                | 1 : 0    | Paraguay | Commerzbank-Arena, Frankfurt diváci: 48 000 rozhodčí: Marco Rodríguez (Mexiko) |
| Gamarra 3' (vl.)      | (Report) |          | Commerzbank-Arena, Frankfurt diváci: 48 000 rozhodčí: Marco Rodríguez (Mexiko) |

| 10. června 2006 18:00 |          |         |                                                                                |
| Trinidad a Tobago     | 0 : 0    | Švédsko | Signal Iduna Park, Dortmund diváci: 62 959 rozhodčí: Shamsul Maidin (Singapur) |
|                       | (Report) |         | Signal Iduna Park, Dortmund diváci: 62 959 rozhodčí: Shamsul Maidin (Singapur) |

| 15. června 2006 18:00    |          |                   |                                                                              |
| Anglie                   | 2 : 0    | Trinidad a Tobago | Grundig Stadion, Norimberk diváci: 41 000 rozhodčí: Toru Kamikawa (Japonsko) |
| Crouch 83' Gerrard 90+1' | (Report) |                   | Grundig Stadion, Norimberk diváci: 41 000 rozhodčí: Toru Kamikawa (Japonsko) |

| 15. června 2006 21:00 |          |          |                                                                                 |
| Švédsko               | 1 : 0    | Paraguay | Olympiastadion Berlín, Berlín diváci: 72 000 rozhodčí: Ľuboš Micheľ (Slovensko) |
| Ljungberg 89'         | (Report) |          | Olympiastadion Berlín, Berlín diváci: 72 000 rozhodčí: Ľuboš Micheľ (Slovensko) |

| 20. června 2006 21:00   |          |                         |                                                                                           |
| Švédsko                 | 2 : 2    | Anglie                  | RheinEnergieStadion, Kolín nad Rýnem diváci: 45 000 rozhodčí: Massimo Busacca (Švýcarsko) |
| Allbäck 51' Larsson 90' | (Report) | J. Cole 34' Gerrard 85' | RheinEnergieStadion, Kolín nad Rýnem diváci: 45 000 rozhodčí: Massimo Busacca (Švýcarsko) |

| 20. června 2006 21:00       |          |                   |                                                                                        |
| Paraguay                    | 2 : 0    | Trinidad a Tobago | Fritz Walter Stadion, Kaiserslautern diváci: 46 000 rozhodčí: Roberto Rosetti (Itálie) |
| Sancho 25' (vl.) Cuevas 86' | (Report) |                   | Fritz Walter Stadion, Kaiserslautern diváci: 46 000 rozhodčí: Roberto Rosetti (Itálie) |

### Skupina C
| Poř. | Země                | Z | V | R | P | VG | IG | B |
| ---- | ------------------- | - | - | - | - | -- | -- | - |
| 1.   | Argentina           | 3 | 2 | 1 | 0 | 8  | 1  | 7 |
| 2.   | Nizozemsko          | 3 | 2 | 1 | 0 | 3  | 1  | 7 |
| 3.   | Pobřeží slonoviny   | 3 | 1 | 0 | 2 | 5  | 6  | 3 |
| 4.   | Srbsko a Černá Hora | 3 | 0 | 0 | 3 | 2  | 10 | 0 |

| 10. června 2006 21:00  |          |                   |                                                                                  |
| Argentina              | 2 : 1    | Pobřeží slonoviny | HSH Nordbank Arena, Hamburk diváci: 49 480 rozhodčí: Frank De Bleeckere (Belgie) |
| Crespo 24' Saviola 38' | (Report) | Drogba 82'        | HSH Nordbank Arena, Hamburk diváci: 49 480 rozhodčí: Frank De Bleeckere (Belgie) |

| 11. června 2006 15:00 |          |            |                                                                       |
| Srbsko a Černá Hora   | 0 : 1    | Nizozemsko | Zentralstadion, Lipsko diváci: 43 000 rozhodčí: Markus Merk (Německo) |
|                       | (Report) | Robben 18' | Zentralstadion, Lipsko diváci: 43 000 rozhodčí: Markus Merk (Německo) |

| 16. června 2006 15:00                                          |          |                     |                                                                                |
| Argentina                                                      | 6 : 0    | Srbsko a Černá Hora | Veltins-Arena, Gelsenkirchen diváci: 52 000 rozhodčí: Roberto Rosetti (Itálie) |
| Rodríguez 6', 41' Cambiasso 31' Crespo 78' Tévez 84' Messi 88' | (Report) |                     | Veltins-Arena, Gelsenkirchen diváci: 52 000 rozhodčí: Roberto Rosetti (Itálie) |

| 16. června 2006 18:00             |          |                   |                                                                               |
| Nizozemsko                        | 2 : 1    | Pobřeží slonoviny | Mercedes-Benz Arena, Stuttgart diváci: 52 000 rozhodčí: Óscar Ruiz (Kolumbie) |
| Van Persie 23' Van Nistelrooy 27' | (Report) | B. Koné 39'       | Mercedes-Benz Arena, Stuttgart diváci: 52 000 rozhodčí: Óscar Ruiz (Kolumbie) |

| 21. června 2006 21:00 |          |           |                                                                                         |
| Nizozemsko            | 0 : 0    | Argentina | Commerzbank-Arena, Frankfurt diváci: 48 000 rozhodčí: Luis Medina Cantalejo (Španělsko) |
|                       | (Report) |           | Commerzbank-Arena, Frankfurt diváci: 48 000 rozhodčí: Luis Medina Cantalejo (Španělsko) |

| 21. června 2006 21:00                    |          |                     |                                                                          |
| Pobřeží slonoviny                        | 3 : 2    | Srbsko a Černá Hora | Allianz Arena, Mnichov diváci: 66 000 rozhodčí: Marco Rodríguez (Mexiko) |
| Dindane 37' (pen.), 67' Kalou 86' (pen.) | (Report) | Žigić 10' Ilić 20'  | Allianz Arena, Mnichov diváci: 66 000 rozhodčí: Marco Rodríguez (Mexiko) |

### Skupina D
| Poř. | Země        | Z | V | R | P | VG | IG | B |
| ---- | ----------- | - | - | - | - | -- | -- | - |
| 1.   | Portugalsko | 3 | 3 | 0 | 0 | 5  | 1  | 9 |
| 2.   | Mexiko      | 3 | 1 | 1 | 1 | 4  | 3  | 4 |
| 3.   | Angola      | 3 | 0 | 2 | 1 | 1  | 2  | 2 |
| 4.   | Írán        | 3 | 0 | 1 | 2 | 2  | 6  | 1 |

| 11. června 2006 18:00    |          |                  |                                                                              |
| Mexiko                   | 3 : 1    | Írán             | Grundig Stadion, Norimberk diváci: 41 000 rozhodčí: Roberto Rosetti (Itálie) |
| Bravo 28', 76' Sinha 79' | (Report) | Golmohammadi 36' | Grundig Stadion, Norimberk diváci: 41 000 rozhodčí: Roberto Rosetti (Itálie) |

| 11. června 2006 21:00 |          |             |                                                                                         |
| Angola                | 0 : 1    | Portugalsko | RheinEnergieStadion, Kolín nad Rýnem diváci: 45 000 rozhodčí: Jorge Larrionda (Uruguay) |
|                       | (Report) | Pauleta 4'  | RheinEnergieStadion, Kolín nad Rýnem diváci: 45 000 rozhodčí: Jorge Larrionda (Uruguay) |

| 16. června 2006 21:00 |          |        |                                                                        |
| Mexiko                | 0 : 0    | Angola | HDI-Arena, Hannover diváci: 43 000 rozhodčí: Shamsul Maidin (Singapur) |
|                       | (Report) |        | HDI-Arena, Hannover diváci: 43 000 rozhodčí: Shamsul Maidin (Singapur) |

| 17. června 2006 15:00       |          |      |                                                                             |
| Portugalsko                 | 2 : 0    | Írán | Commerzbank-Arena, Frankfurt diváci: 48 000 rozhodčí: Éric Poulat (Francie) |
| Deco 63' Ronaldo 80' (pen.) | (Report) |      | Commerzbank-Arena, Frankfurt diváci: 48 000 rozhodčí: Éric Poulat (Francie) |

| 21. června 2006 16:00       |          |             |                                                                                |
| Portugalsko                 | 2 : 1    | Mexiko      | Veltins-Arena, Gelsenkirchen diváci: 52 000 rozhodčí: Ľuboš Micheľ (Slovensko) |
| Maniche 6' Simão 24' (pen.) | (Report) | Fonseca 29' | Veltins-Arena, Gelsenkirchen diváci: 52 000 rozhodčí: Ľuboš Micheľ (Slovensko) |

| 21. června 2006 16:00 |          |                 |                                                                         |
| Írán                  | 1 : 1    | Angola          | Zentralstadion, Lipsko diváci: 38 000 rozhodčí: Mark Shield (Austrálie) |
| Bakhtiarizadeh 75'    | (Report) | Abou Tarika 60' | Zentralstadion, Lipsko diváci: 38 000 rozhodčí: Mark Shield (Austrálie) |

### Skupina E
Brankář Ghany Richard Kingson po šesti letech v televizi uvedl, že mu byl před zápasem s Čechy nabídnut vysoký úplatek 300 tisíc dolarů odměnou za to, pokud Češi vyhrají.
| Poř. | Země   | Z | V | R | P | VG | IG | B |
| ---- | ------ | - | - | - | - | -- | -- | - |
| 1.   | Itálie | 3 | 2 | 1 | 0 | 5  | 1  | 7 |
| 2.   | Ghana  | 3 | 2 | 0 | 1 | 4  | 3  | 6 |
| 3.   | Česko  | 3 | 1 | 0 | 2 | 3  | 4  | 3 |
| 4.   | USA    | 3 | 0 | 1 | 2 | 2  | 6  | 1 |

| 12. června 2006 18:00 |          |                            |                                                                                  |
| USA                   | 0 : 3    | Česko                      | Veltins-Arena, Gelsenkirchen diváci: 52 000 rozhodčí: Carlos Amarilla (Paraguay) |
|                       | (Report) | Koller 5' Rosický 36', 76' | Veltins-Arena, Gelsenkirchen diváci: 52 000 rozhodčí: Carlos Amarilla (Paraguay) |

| 12. června 2006 21:00  |          |       |                                                                      |
| Itálie                 | 2 : 0    | Ghana | HDI-Arena, Hannover diváci: 43 000 rozhodčí: Carlos Simon (Brazílie) |
| Pirlo 40' Iaquinta 83' | (Report) |       | HDI-Arena, Hannover diváci: 43 000 rozhodčí: Carlos Simon (Brazílie) |

| 17. června 2006 18:00 |          |                     |                                                                                            |
| Česko                 | 0 : 2    | Ghana               | RheinEnergieStadion, Kolín nad Rýnem diváci: 45 000 rozhodčí: Horacio Elizondo (Argentina) |
|                       | (Report) | Gyan 2' Muntari 82' | RheinEnergieStadion, Kolín nad Rýnem diváci: 45 000 rozhodčí: Horacio Elizondo (Argentina) |

| 17. června 2006 21:00 |          |                    |                                                                                         |
| Itálie                | 1 : 1    | USA                | Fritz Walter Stadion, Kaiserslautern diváci: 46 000 rozhodčí: Jorge Larrionda (Uruguay) |
| Gilardino 22'         | (Report) | Zaccardo 27' (vl.) | Fritz Walter Stadion, Kaiserslautern diváci: 46 000 rozhodčí: Jorge Larrionda (Uruguay) |

| 22. června 2006 16:00 |          |                           |                                                                                |
| Česko                 | 0 : 2    | Itálie                    | HSH Nordbank Arena, Hamburk diváci: 50 000 rozhodčí: Benito Archundia (Mexiko) |
|                       | (Report) | Materazzi 26' Inzaghi 87' | HSH Nordbank Arena, Hamburk diváci: 50 000 rozhodčí: Benito Archundia (Mexiko) |

| 22. června 2006 16:00          |          |             |                                                                           |
| Ghana                          | 2 : 1    | USA         | Grundig Stadion, Norimberk diváci: 41 000 rozhodčí: Markus Merk (Německo) |
| Draman 22' Appiah 45+2' (pen.) | (Report) | Dempsey 43' | Grundig Stadion, Norimberk diváci: 41 000 rozhodčí: Markus Merk (Německo) |

### Skupina F
| Poř. | Země       | Z | V | R | P | VG | IG | B |
| ---- | ---------- | - | - | - | - | -- | -- | - |
| 1.   | Brazílie   | 3 | 3 | 0 | 0 | 7  | 1  | 9 |
| 2.   | Austrálie  | 3 | 1 | 1 | 1 | 5  | 5  | 4 |
| 3.   | Chorvatsko | 3 | 0 | 2 | 1 | 2  | 3  | 2 |
| 4.   | Japonsko   | 3 | 0 | 1 | 2 | 2  | 7  | 1 |

| 12. června 2006 15:00        |          |              |                                                                                          |
| Austrálie                    | 3 : 1    | Japonsko     | Fritz Walter Stadion, Kaiserslautern diváci: 46 000 rozhodčí: Essam Abd El Fatah (Egypt) |
| Cahill 84', 89' Aloisi 90+2' | (Report) | Nakamura 26' | Fritz Walter Stadion, Kaiserslautern diváci: 46 000 rozhodčí: Essam Abd El Fatah (Egypt) |

| 13. června 2006 21:00 |          |            |                                                                                  |
| Brazílie              | 1 : 0    | Chorvatsko | Olympiastadion Berlín, Berlín diváci: 72 000 rozhodčí: Benito Archundia (Mexiko) |
| Kaká 44'              | (Report) |            | Olympiastadion Berlín, Berlín diváci: 72 000 rozhodčí: Benito Archundia (Mexiko) |

| 18. června 2006 15:00 |          |            |                                                                                 |
| Japonsko              | 0 : 0    | Chorvatsko | Grundig Stadion, Norimberk diváci: 41 000 rozhodčí: Frank De Bleeckere (Belgie) |
|                       | (Report) |            | Grundig Stadion, Norimberk diváci: 41 000 rozhodčí: Frank De Bleeckere (Belgie) |

| 18. června 2006 18:00 |          |           |                                                                       |
| Brazílie              | 2 : 0    | Austrálie | Allianz Arena, Mnichov diváci: 66 000 rozhodčí: Markus Merk (Německo) |
| Adriano 49' Fred 90'  | (Report) |           | Allianz Arena, Mnichov diváci: 66 000 rozhodčí: Markus Merk (Německo) |

| 22. června 2006 21:00 |          |                                             |                                                                            |
| Japonsko              | 1 : 4    | Brazílie                                    | Signal Iduna Park, Dortmund diváci: 65 000 rozhodčí: Éric Poulat (Francie) |
| Tamada 34'            | (Report) | Ronaldo 45+1', 81' Juninho 53' Gilberto 59' | Signal Iduna Park, Dortmund diváci: 65 000 rozhodčí: Éric Poulat (Francie) |

| 22. června 2006 21:00 |          |                             |                                                                                      |
| Chorvatsko            | 2 : 2    | Austrálie                   | Mercedes-Benz Arena, Stuttgart diváci: 52 000 rozhodčí: Graham Poll (Velká Británie) |
| Srna 2' N. Kovač 56'  | (Report) | Moore 38' (pen.) Kewell 79' | Mercedes-Benz Arena, Stuttgart diváci: 52 000 rozhodčí: Graham Poll (Velká Británie) |

### Skupina G
| Poř. | Země        | Z | V | R | P | VG | IG | B |
| ---- | ----------- | - | - | - | - | -- | -- | - |
| 1.   | Švýcarsko   | 3 | 2 | 1 | 0 | 4  | 0  | 7 |
| 2.   | Francie     | 3 | 1 | 2 | 0 | 3  | 1  | 5 |
| 3.   | Jižní Korea | 3 | 1 | 1 | 1 | 3  | 4  | 4 |
| 4.   | Togo        | 3 | 0 | 0 | 3 | 1  | 6  | 0 |

| 13. června 2006 15:00              |          |           |                                                                                    |
| Jižní Korea                        | 2 : 1    | Togo      | Commerzbank-Arena, Frankfurt diváci: 48 000 rozhodčí: Graham Poll (Velká Británie) |
| Lee Chun-Soo 54' Ahn Jung-Hwan 72' | (Report) | Kader 31' | Commerzbank-Arena, Frankfurt diváci: 48 000 rozhodčí: Graham Poll (Velká Británie) |

| 13. června 2006 18:00 |          |           |                                                                                 |
| Francie               | 0 : 0    | Švýcarsko | Mercedes-Benz Arena, Stuttgart diváci: 52 000 rozhodčí: Valentin Ivanov (Rusko) |
|                       | (Report) |           | Mercedes-Benz Arena, Stuttgart diváci: 52 000 rozhodčí: Valentin Ivanov (Rusko) |

| 18. června 2006 21:00 |          |                 |                                                                           |
| Francie               | 1 : 1    | Jižní Korea     | Zentralstadion, Lipsko diváci: 43 000 rozhodčí: Benito Archundia (Mexiko) |
| Henry 9'              | (Report) | Pak Či-song 81' | Zentralstadion, Lipsko diváci: 43 000 rozhodčí: Benito Archundia (Mexiko) |

| 19. června 2006 15:00 |          |                       |                                                                                 |
| Togo                  | 0 : 2    | Švýcarsko             | Signal Iduna Park, Dortmund diváci: 65 000 rozhodčí: Carlos Amarilla (Paraguay) |
|                       | (Report) | Frei 16' Barnetta 88' | Signal Iduna Park, Dortmund diváci: 65 000 rozhodčí: Carlos Amarilla (Paraguay) |

| 23. června 2006 21:00 |          |                      |                                                                                         |
| Togo                  | 0 : 2    | Francie              | RheinEnergieStadion, Kolín nad Rýnem diváci: 45 000 rozhodčí: Jorge Larrionda (Uruguay) |
|                       | (Report) | Vieira 55' Henry 61' | RheinEnergieStadion, Kolín nad Rýnem diváci: 45 000 rozhodčí: Jorge Larrionda (Uruguay) |

| 23. června 2006 21:00 |          |             |                                                                           |
| Švýcarsko             | 2 : 0    | Jižní Korea | HDI-Arena, Hannover diváci: 43 000 rozhodčí: Horacio Elizondo (Argentina) |
| Senderos 23' Frei 77' | (Report) |             | HDI-Arena, Hannover diváci: 43 000 rozhodčí: Horacio Elizondo (Argentina) |

### Skupina H
| Poř. | Země           | Z | V | R | P | VG | IG | B |
| ---- | -------------- | - | - | - | - | -- | -- | - |
| 1.   | Španělsko      | 3 | 3 | 0 | 0 | 8  | 1  | 9 |
| 2.   | Ukrajina       | 3 | 2 | 0 | 1 | 5  | 4  | 6 |
| 3.   | Tunisko        | 3 | 0 | 1 | 2 | 3  | 6  | 1 |
| 4.   | Saúdská Arábie | 3 | 0 | 1 | 2 | 2  | 7  | 1 |

| 14. června 2006 15:00                       |          |          |                                                                             |
| Španělsko                                   | 4 : 0    | Ukrajina | Zentralstadion, Lipsko diváci: 43 000 rozhodčí: Massimo Busacca (Švýcarsko) |
| Alonso 13' Villa 17', 48' (pen.) Torres 81' | (Report) |          | Zentralstadion, Lipsko diváci: 43 000 rozhodčí: Massimo Busacca (Švýcarsko) |

| 14. června 2006 18:00  |          |                           |                                                                         |
| Tunisko                | 2 : 2    | Saúdská Arábie            | Allianz Arena, Mnichov diváci: 66 000 rozhodčí: Mark Shield (Austrálie) |
| Jaziri 23' Jaïdi 90+2' | (Report) | Al-Qahtani 57' Džábir 84' | Allianz Arena, Mnichov diváci: 66 000 rozhodčí: Mark Shield (Austrálie) |

| 19. června 2006 18:00 |          |                                                  |                                                                                   |
| Saúdská Arábie        | 0 : 4    | Ukrajina                                         | HSH Nordbank Arena, Hamburk diváci: 50 000 rozhodčí: Graham Poll (Velká Británie) |
|                       | (Report) | Rusol 4' Rebrov 36' Ševčenko 46' Kalyničenko 84' | HSH Nordbank Arena, Hamburk diváci: 50 000 rozhodčí: Graham Poll (Velká Británie) |

| 19. června 2006 21:00             |          |          |                                                                                 |
| Španělsko                         | 3 : 1    | Tunisko  | Mercedes-Benz Arena, Stuttgart diváci: 52 000 rozhodčí: Carlos Simon (Brazílie) |
| Raúl 71' Torres 76', 90+1' (pen.) | (Report) | Mnari 8' | Mercedes-Benz Arena, Stuttgart diváci: 52 000 rozhodčí: Carlos Simon (Brazílie) |

| 23. června 2006 16:00 |          |             |                                                                                    |
| Saúdská Arábie        | 0 : 1    | Španělsko   | Fritz Walter Stadion, Kaiserslautern diváci: 46 000 rozhodčí: Coffi Codjia (Benin) |
|                       | (Report) | Juanito 36' | Fritz Walter Stadion, Kaiserslautern diváci: 46 000 rozhodčí: Coffi Codjia (Benin) |

| 23. června 2006 16:00 |          |         |                                                                                   |
| Ukrajina              | 1 : 0    | Tunisko | Olympiastadion Berlín, Berlín diváci: 72 000 rozhodčí: Carlos Amarilla (Paraguay) |
| Ševčenko 70' (pen.)   | (Report) |         | Olympiastadion Berlín, Berlín diváci: 72 000 rozhodčí: Carlos Amarilla (Paraguay) |

## Vyřazovací fáze

### Schéma vyřazovacích bojů
|  | Osmifinále                                        | Osmifinále                                             |                                                        |       | Čtvrtfinále   | Čtvrtfinále   |                                              |                                              | Semifinále | Semifinále |  |  | Finále | Finále |
|  |                                                   |                                                        |                                                        |       |               |               |                                              |                                              |            |            |  |  |        |        |
|  | 24. června - Allianz Arena, Mnichov               |                                                        |                                                        |       |               |               |                                              |                                              |            |            |  |  |        |        |
|  |                                                   |                                                        |                                                        |       |               |               |                                              |                                              |            |            |  |  |        |        |
|  | Německo                                           | 2                                                      |                                                        |       |               |               |                                              |                                              |            |            |  |  |        |        |
|  | Německo                                           | 2                                                      | 30. června - Olympiastadion Berlín, Berlín             |       |               |               |                                              |                                              |            |            |  |  |        |        |
|  | Švédsko                                           | 0                                                      |                                                        |       |               |               |                                              |                                              |            |            |  |  |        |        |
|  | Švédsko                                           | 0                                                      | Německo (pen.)                                         | 1 (4) |               |               |                                              |                                              |            |            |  |  |        |        |
|  | 24. června - Zentralstadion, Lipsko               |                                                        | Německo (pen.)                                         | 1 (4) |               |               |                                              |                                              |            |            |  |  |        |        |
|  |                                                   | Argentina                                              | 1 (2)                                                  |       |               |               |                                              |                                              |            |            |  |  |        |        |
|  | Argentina (prod.)                                 | Argentina                                              | 1 (2)                                                  | 2     |               |               |                                              |                                              |            |            |  |  |        |        |
|  | Argentina (prod.)                                 |                                                        | 4. července - Signal Iduna Park, Dortmund              | 2     |               |               |                                              |                                              |            |            |  |  |        |        |
|  | Mexiko                                            | 1                                                      |                                                        |       |               |               |                                              |                                              |            |            |  |  |        |        |
|  | Mexiko                                            | 1                                                      | Německo                                                | 0     |               |               |                                              |                                              |            |            |  |  |        |        |
|  | 26. června - Fritz Walter Stadion, Kaiserslautern |                                                        | Německo                                                | 0     |               |               |                                              |                                              |            |            |  |  |        |        |
|  |                                                   | Itálie (prod.)                                         | 2                                                      |       |               |               |                                              |                                              |            |            |  |  |        |        |
|  | Itálie                                            | Itálie (prod.)                                         | 2                                                      | 1     |               |               |                                              |                                              |            |            |  |  |        |        |
|  | Itálie                                            | 30. června - HSH Nordbank Arena, Hamburk               |                                                        | 1     |               |               |                                              |                                              |            |            |  |  |        |        |
|  | Austrálie                                         | 0                                                      |                                                        |       |               |               |                                              |                                              |            |            |  |  |        |        |
|  | Austrálie                                         | 0                                                      | Itálie                                                 | 3     |               |               |                                              |                                              |            |            |  |  |        |        |
|  | 26. června - RheinEnergieStadion, Kolín nad Rýnem |                                                        | Itálie                                                 | 3     |               |               |                                              |                                              |            |            |  |  |        |        |
|  |                                                   | Ukrajina                                               | 0                                                      |       |               |               |                                              |                                              |            |            |  |  |        |        |
|  | Švýcarsko                                         | Ukrajina                                               | 0                                                      | 0 (0) |               |               |                                              |                                              |            |            |  |  |        |        |
|  | Švýcarsko                                         |                                                        | 9. července - Olympiastadion Berlín, Berlín            | 0 (0) |               |               |                                              |                                              |            |            |  |  |        |        |
|  | Ukrajina (pen.)                                   | 0 (3)                                                  |                                                        |       |               |               |                                              |                                              |            |            |  |  |        |        |
|  | Ukrajina (pen.)                                   | 0 (3)                                                  | Itálie (pen.)                                          | 1 (5) |               |               |                                              |                                              |            |            |  |  |        |        |
|  | 25. června - Mercedes-Benz Arena, Stuttgart       |                                                        | Itálie (pen.)                                          | 1 (5) |               |               |                                              |                                              |            |            |  |  |        |        |
|  |                                                   | Francie                                                | 1 (3)                                                  |       |               |               |                                              |                                              |            |            |  |  |        |        |
|  | Anglie                                            | Francie                                                | 1 (3)                                                  | 1     |               |               |                                              |                                              |            |            |  |  |        |        |
|  | Anglie                                            | 1. července - Veltins-Arena, Gelsenkirchen             |                                                        | 1     |               |               |                                              |                                              |            |            |  |  |        |        |
|  | Ekvádor                                           | 0                                                      |                                                        |       |               |               |                                              |                                              |            |            |  |  |        |        |
|  | Ekvádor                                           | 0                                                      | Anglie                                                 | 0 (1) |               |               |                                              |                                              |            |            |  |  |        |        |
|  | 25. června - Grundig Stadion, Norimberk           |                                                        | Anglie                                                 | 0 (1) |               |               |                                              |                                              |            |            |  |  |        |        |
|  |                                                   | Portugalsko (pen.)                                     | 0 (3)                                                  |       |               |               |                                              |                                              |            |            |  |  |        |        |
|  | Portugalsko                                       | Portugalsko (pen.)                                     | 0 (3)                                                  | 1     |               |               |                                              |                                              |            |            |  |  |        |        |
|  | Portugalsko                                       |                                                        | 5. července - Allianz Arena, Mnichov                   | 1     |               |               |                                              |                                              |            |            |  |  |        |        |
|  | Nizozemsko                                        | 0                                                      |                                                        |       |               |               |                                              |                                              |            |            |  |  |        |        |
|  | Nizozemsko                                        | 0                                                      | Portugalsko                                            | 0     |               |               |                                              |                                              |            |            |  |  |        |        |
|  | 27. června - Signal Iduna Park, Dortmund          |                                                        | Portugalsko                                            | 0     |               |               |                                              |                                              |            |            |  |  |        |        |
|  |                                                   | Francie                                                | 1                                                      |       | O třetí místo | O třetí místo |                                              |                                              |            |            |  |  |        |        |
|  | Brazílie                                          | Francie                                                | 1                                                      | 3     | O třetí místo | O třetí místo |                                              |                                              |            |            |  |  |        |        |
|  | Brazílie                                          | 1. července - Commerzbank-Arena, Frankfurt nad Mohanem | 1. července - Commerzbank-Arena, Frankfurt nad Mohanem | 3     |               |               | 8. července - Mercedes-Benz Arena, Stuttgart | 8. července - Mercedes-Benz Arena, Stuttgart |            |            |  |  |        |        |
|  | Ghana                                             | 1. července - Commerzbank-Arena, Frankfurt nad Mohanem | 1. července - Commerzbank-Arena, Frankfurt nad Mohanem | 0     |               |               | 8. července - Mercedes-Benz Arena, Stuttgart | 8. července - Mercedes-Benz Arena, Stuttgart |            |            |  |  |        |        |
|  | Ghana                                             | Brazílie                                               | 0                                                      | 0     | Německo       | 3             |                                              |                                              |            |            |  |  |        |        |
|  | 27. června - HDI-Arena, Hannover                  | Brazílie                                               | 0                                                      |       | Německo       | 3             |                                              |                                              |            |            |  |  |        |        |
|  |                                                   | Francie                                                | 1                                                      |       | Portugalsko   | 1             |                                              |                                              |            |            |  |  |        |        |
|  | Španělsko                                         | Francie                                                | 1                                                      | 1     | Portugalsko   | 1             |                                              |                                              |            |            |  |  |        |        |
|  | Španělsko                                         |                                                        |                                                        | 1     |               |               |                                              |                                              |            |            |  |  |        |        |
|  | Francie                                           | 3                                                      |                                                        |       |               |               |                                              |                                              |            |            |  |  |        |        |
|  | Francie                                           | 3                                                      |                                                        |       |               |               |                                              |                                              |            |            |  |  |        |        |

### Osmifinále
| 24. června 2006 17:00 |          |         |                                                                         |
| Německo               | 2 : 0    | Švédsko | Allianz Arena, Mnichov diváci: 66 000 rozhodčí: Carlos Simon (Brazílie) |
| Podolski 4', 12'      | (Report) |         | Allianz Arena, Mnichov diváci: 66 000 rozhodčí: Carlos Simon (Brazílie) |

| 24. června 2006 21:00    |                   |            |                                                                             |
| Argentina                | 2 : 1 (po prodl.) | Mexiko     | Zentralstadion, Lipsko diváci: 43 000 rozhodčí: Massimo Busacca (Švýcarsko) |
| Crespo 10' Rodríguez 98' | (Report)          | Márquez 6' | Zentralstadion, Lipsko diváci: 43 000 rozhodčí: Massimo Busacca (Švýcarsko) |

| 25. června 2006 17:00 |          |         |                                                                                     |
| Anglie                | 1 : 0    | Ekvádor | Mercedes-Benz Arena, Stuttgart diváci: 52 000 rozhodčí: Frank De Bleeckere (Belgie) |
| Beckham 60'           | (Report) |         | Mercedes-Benz Arena, Stuttgart diváci: 52 000 rozhodčí: Frank De Bleeckere (Belgie) |

| 25. června 2006 21:00 |          |            |                                                                             |
| Portugalsko           | 1 : 0    | Nizozemsko | Grundig Stadion, Norimberk diváci: 41 000 rozhodčí: Valentin Ivanov (Rusko) |
| Maniche 23'           | (Report) |            | Grundig Stadion, Norimberk diváci: 41 000 rozhodčí: Valentin Ivanov (Rusko) |

| 26. června 2006 17:00 |          |           |                                                                                                 |
| Itálie                | 1 : 0    | Austrálie | Fritz Walter Stadion, Kaiserslautern diváci: 46 000 rozhodčí: Luis Medina Cantalejo (Španělsko) |
| Totti 90+5' (pen.)    | (Report) |           | Fritz Walter Stadion, Kaiserslautern diváci: 46 000 rozhodčí: Luis Medina Cantalejo (Španělsko) |

| 26. června 2006 21:00 |                   |          |                                                                                         |
| Švýcarsko             | 0 : 0 (po prodl.) | Ukrajina | RheinEnergieStadion, Kolín nad Rýnem diváci: 45 000 rozhodčí: Benito Archundia (Mexiko) |
|                       | (Report)          |          | RheinEnergieStadion, Kolín nad Rýnem diváci: 45 000 rozhodčí: Benito Archundia (Mexiko) |

|                           |     | Penaltový rozstřel               |  |
| Streller Barnetta Cabanas | 0–3 | Ševčenko Milevskij Rebrov Husjev |  |

| 27. června 2006 17:00                   |          |       |                                                                               |
| Brazílie                                | 3 : 0    | Ghana | Signal Iduna Park, Dortmund diváci: 65 000 rozhodčí: Ľuboš Micheľ (Slovensko) |
| Ronaldo 5' Adriano 45+1' Zé Roberto 84' | (Report) |       | Signal Iduna Park, Dortmund diváci: 65 000 rozhodčí: Ľuboš Micheľ (Slovensko) |

| 27. června 2006 21:00 |          |                                    |                                                                       |
| Španělsko             | 1 : 3    | Francie                            | HDI-Arena, Hannover diváci: 43 000 rozhodčí: Roberto Rosetti (Itálie) |
| Villa 28' (pen.)      | (Report) | Ribéry 41' Vieira 83' Zidane 90+2' | HDI-Arena, Hannover diváci: 43 000 rozhodčí: Roberto Rosetti (Itálie) |

### Čtvrtfinále
| 30. června 2006 17:00 |                   |           |                                                                                 |
| Německo               | 1 : 1 (po prodl.) | Argentina | Olympiastadion Berlín, Berlín diváci: 72 000 rozhodčí: Ľuboš Micheľ (Slovensko) |
| Klose 80'             | (Report)          | Ayala 49' | Olympiastadion Berlín, Berlín diváci: 72 000 rozhodčí: Ľuboš Micheľ (Slovensko) |

|                                    |     | Penaltový rozstřel             |  |
| Neuville Ballack Podolski Borowski | 4–2 | Cruz Ayala Rodríguez Cambiasso |  |

| 30. června 2006 21:00      |          |          |                                                                                  |
| Itálie                     | 3 : 0    | Ukrajina | HSH Nordbank Arena, Hamburk diváci: 50 000 rozhodčí: Frank De Bleeckere (Belgie) |
| Zambrotta 6' Toni 59', 69' | (Report) |          | HSH Nordbank Arena, Hamburk diváci: 50 000 rozhodčí: Frank De Bleeckere (Belgie) |

| 1. července 2006 17:00 |                   |             |                                                                                    |
| Anglie                 | 0 : 0 (po prodl.) | Portugalsko | Veltins-Arena, Gelsenkirchen diváci: 52 000 rozhodčí: Horacio Elizondo (Argentina) |
|                        | (Report)          |             | Veltins-Arena, Gelsenkirchen diváci: 52 000 rozhodčí: Horacio Elizondo (Argentina) |

|                                      |     | Penaltový rozstřel                |  |
| Lampard Hargreaves Gerrard Carragher | 1–3 | Simão Viana Petit Postiga Ronaldo |  |

| 1. července 2006 21:00 |          |           |                                                                                         |
| Brazílie               | 0 : 1    | Francie   | Commerzbank-Arena, Frankfurt diváci: 48 000 rozhodčí: Luis Medina Cantalejo (Španělsko) |
|                        | (Report) | Henry 57' | Commerzbank-Arena, Frankfurt diváci: 48 000 rozhodčí: Luis Medina Cantalejo (Španělsko) |

### Semifinále
| 4. července 2006 21:00 |                   |                              |                                                                                |
| Německo                | 0 : 2 (po prodl.) | Itálie                       | Signal Iduna Park, Dortmund diváci: 65 000 rozhodčí: Benito Archundia (Mexiko) |
|                        | (Report)          | Grosso 119' Del Piero 120+1' | Signal Iduna Park, Dortmund diváci: 65 000 rozhodčí: Benito Archundia (Mexiko) |

| 5. července 2006 21:00 |          |                   |                                                                           |
| Portugalsko            | 0 : 1    | Francie           | Allianz Arena, Mnichov diváci: 66 000 rozhodčí: Jorge Larrionda (Uruguay) |
|                        | (Report) | Zidane 33' (pen.) | Allianz Arena, Mnichov diváci: 66 000 rozhodčí: Jorge Larrionda (Uruguay) |

### Zápas o bronz
| 8. července 2006 21:00                  |          |                |                                                                                  |
| Německo                                 | 3 : 1    | Portugalsko    | Mercedes-Benz Arena, Stuttgart diváci: 52 000 rozhodčí: Toru Kamikawa (Japonsko) |
| Schweinsteiger 56', 78' Petit 60' (vl.) | (Report) | Nuno Gomes 88' | Mercedes-Benz Arena, Stuttgart diváci: 52 000 rozhodčí: Toru Kamikawa (Japonsko) |

### Finále
| 9. července 2006 20:00 |          |                  |                                                                                     |
| Itálie                 | 1 : 1    | Francie          | Olympiastadion Berlín, Berlín diváci: 69 000 rozhodčí: Horacio Elizondo (Argentina) |
| Materazzi 19'          | (Report) | Zidane 7' (pen.) | Olympiastadion Berlín, Berlín diváci: 69 000 rozhodčí: Horacio Elizondo (Argentina) |

|                                           |     | Penaltový rozstřel              |  |
| Pirlo Materazzi De Rossi Del Piero Grosso | 5–3 | Wiltord Trézéguet Abidal Sagnol |  |

## Medailisté
| Zlato Itálie                     | Stříbro Francie                      | Bronz Německo                            |
| -------------------------------- | ------------------------------------ | ---------------------------------------- |
| Gianluigi Buffon Juventus FC     | Mickaël Landreau Paris SG            | Jens Lehmann Arsenal FC                  |
| Marco Amelia AS Livorno Calcio   | Fabien Barthez Olympique Marseille   | Oliver Kahn FC Bayern Mnichov            |
| Angelo Peruzzi SS Lazio          | Grégory Coupet Olympique Lyon        | Timo Hildebrand VfB Stuttgart            |
| Cristian Zaccardo Palermo        | Jean-Alain Boumsong Newcastle United | Arne Friedrich Hertha BSC                |
| Fabio Grosso Palermo             | Éric Abidal Olympique Lyon           | Robert Huth Chelsea FC                   |
| Daniele De Rossi AS Řím          | William Gallas Chelsea FC            | Marcell Jansen Borussia Mönchengladbach  |
| Fabio Cannavaro C Juventus FC    | Mikaël Silvestre Manchester United   | Philipp Lahm FC Bayern Mnichov           |
| Andrea Barzagli Palermo          | Lilian Thuram Juventus FC            | Per Mertesacker Hannover 96              |
| Alessandro Del Piero Juventus FC | Gaël Givet AS Monaco                 | Christoph Metzelder Borussia Dortmund    |
| Gennaro Gattuso AC Milán         | Willy Sagnol FC Bayern Mnichov       | Jens Nowotny Bayer Leverkusen            |
| Luca Toni ACF Fiorentina         | Pascal Chimbonda Wigan Athletic FC   | Bastian Schweinsteiger FC Bayern Mnichov |
| Francesco Totti AS Řím           | Patrick Vieira Juventus FC           | Michael Ballack C FC Bayern Mnichov      |
| Alberto Gilardino AC Milán       | Claude Makélélé Chelsea FC           | Bernd Schneider Bayer Leverkusen         |
| Alessandro Nesta AC Milán        | Florent Malouda Olympique Lyon       | Torsten Frings Werder Brémy              |
| Vincenzo Iaquinta Udinese Calcio | Vikash Dhorasoo Paris SG             | Tim Borowski Werder Brémy                |
| Mauro Camoranesi Juventus FC     | Sidney Govou Olympique Lyon          | Thomas Hitzlsperger VfB Stuttgart        |
| Simone Barone Palermo            | Zinédine Zidane C Real Madrid        | Sebastian Kehl Borussia Dortmund         |
| Filippo Inzaghi AC Milán         | Alou Diarra RC Lens                  | David Odonkor Borussia Dortmund          |
| Gianluca Zambrotta Juventus FC   | Franck Ribéry Olympique Marseille    | Miroslav Klose Werder Brémy              |
| Simone Perrotta AS Řím           | Sylvain Wiltord Olympique Lyon       | Lukas Podolski 1. FC Köln                |
| Andrea Pirlo AC Milán            | Thierry Henry Arsenal FC             | Gerald Asamoah FC Schalke 04             |
| Massimo Oddo SS Lazio            | Louis Saha Manchester United         | Oliver Neuville Borussia Mönchengladbach |
| Marco Materazzi Internazionale   | David Trézéguet Juventus FC          | Mike Hanke VfL Wolfsburg                 |
| Marcello Lippi trenér            | Raymond Domenech trenér              | Jürgen Klinsmann trenér                  |

## Tabulka střelců
| Góly | Hráč |
| ---- | --- |
| 5    | Miroslav Klose |
| 3    | Hernán Crespo, Thierry Henry, Lukas Podolski, Maximiliano Rodríguez, Ronaldo, Fernando Torres, David Villa, Zinédine Zidane |
| 2    | Adriano, Omar Bravo, Bartosz Bosacki, Tim Cahill, Agustín Delgado, Aruna Dindane, Alexander Frei, Steven Gerrard, Maniche, Marco Materazzi, Tomáš Rosický, Bastian Schweinsteiger, Andrij Ševčenko, Carlos Tenorio, Luca Toni, Patrick Vieira, Paulo Wanchope, |
| 1    | Ahn Jung-Hwan, Marcus Allbäck, John Aloisi, Xabi Alonso, Stephen Appiah, Roberto Ayala, Sohrab Bakhtiarizadeh, Tranquillo Barnetta, David Beckham, Esteban Cambiasso, Joe Cole, Peter Crouch, Nelson Cuevas, Deco, Alessandro Del Piero, Clint Dempsey, Haminu Dramani, Didier Drogba, Samí Džábir, Flávio, Francisco Fonseca, Fred, Torsten Frings, Alberto Gilardino, Gilberto, Yahya Golmohammadi, Ronald Gómez, Fabio Grosso, Asamoah Gyan, Vincenzo Iaquinta, Saša Ilić, Filippo Inzaghi, Radhi Jaïdi, Ziad Jaziri, Juanito, Juninho, Mohamed Kader, Jásir Kahtání, Kaká, Bonaventure Kalou, Maksym Kalynyčenko, Iván Kaviedes , Harry Kewell, Jan Koller, Bakary Koné, Niko Kovač, Philipp Lahm, Henrik Larsson, Lee Chun-Soo, Fredrik Ljungberg, Rafael Márquez, Lionel Messi, Jaouhar Mnari, Craig Moore, Sulley Muntari, Šunsuke Nakamura, Oliver Neuville, Nuno Gomes, Pak Či-song, Pauleta, Andrea Pirlo, Raúl, Serhij Rebrov, Franck Ribéry, Arjen Robben, Andrij Rusol, Cristiano Ronaldo, Javier Saviola, Simão Sabrosa, Philippe Senderos, Darijo Srna, Keidži Tamada, Carlos Tévez, Fernando Torres, Francesco Totti, Ruud van Nistelrooy, Robin van Persie, Gianluca Zambrotta, Zé Roberto, Zinha, Nikola Žigić |

Vlastní
- Carlos Gamarra – Paraguay
- Brent Sancho – Trinidad a Tobago
- Cristian Zaccardo – Itálie
- Petit – Portugalsko

## Stadiony
Celkem 12 německých měst hostilo fotbalový šampionát:

## Slogany týmů
Každý tým měl na mistrovství oficiální autobus, na kterém byl slogan vybraný fanoušky:
| Mužstvo             | Česky                                                                                            | V původním jazyce                                                                                  |
| Anglie              | Jeden národ, jedna trofej, jedenáct lvů                                                          | One Nation, One Trophy, Eleven Lions                                                               |
| Angola              | Angola ukazuje cestu. Náš tým je naším lidem.                                                    | Angola vai em frente a Seleção é a tua gente                                                       |
| Argentina           | Povstaňte, Argentina postupuje dál                                                               | Pónganse de pié, Argentina avanza                                                                  |
| Austrálie           | Australští Socceroos – Na cestě ke slávě                                                         | Australia's Socceroos - Bound for glory                                                            |
| Brazílie            | Vůz sledovaný 180 miliony brazilských srdcí                                                      | Veículo monitorado por 180 milhões de corações Brasileiros                                         |
| Pobřeží slonoviny   | Do boje, sloni! Vyhrajte mistrovství světa elegantním fotbalem                                   | Allez les Éléphants! Gagnez la coupe du monde avec le foot élégant                                 |
| Česko               |                                                                                                  | Budem se rvát jako lvi, pro vítězství a fanoušky                                                   |
| Ekvádor             | Ekvádor je můj život, fotbal je má vášeň, vítězství můj cíl                                      | El Ecuador mi vida, el fútbol mi pasión, copa mi meta                                              |
| Francie             | Svoboda, rovnost, Jules Rimet!                                                                   | Liberté, Égalité, Jules Rimet!                                                                     |
| Ghana               | Black Stars do toho, hvězdy našeho světa                                                         | Black Stars Monko, Yån Wiase Mu Nsroma                                                             |
| Chorvatsko          | S ohněm v srdci do finále.                                                                       | S vatrom u srcu do finala                                                                          |
| Írán                | Hvězdy Persie                                                                                    | ستاره هاى پارس                                                                                     |
| Itálie              | Modrá hrdost, Itálie v srdci                                                                     | Orgoglio azzurro Italia nel cuore                                                                  |
| Japonsko            | Probuďte ducha samurajů!                                                                         | 燃やせ！サムライ魂！                                                                               |
| Jižní Korea         | Spojená Korea, věčná legenda                                                                     | 끝나지 않은 신화, 하나되는 한국                                                                    |
| Kostarika           | Náš tým je naší armádou, naší zbraní je míč. Pojďme na mistrovství všichni odevzdat duši a srdce | Nuestro ejército es la sele, nuestra arma es el balón, vamos todos al mundial a dar alma y corazón |
| Mexiko              | Mexický výběr: aztécká vášeň, která zaplaví svět                                                 | Selección Mexicana: pasión azteca que cubre el mundo                                               |
| Německo             | Pro Německo - Německem                                                                           | Für Deutschland - durch Deutschland                                                                |
| Nizozemí            | Oranžoví na cestě ke zlatu                                                                       | Oranje op weg naar goud                                                                            |
| Paraguay            | Duch lidu Guaraní ze srdce Ameriky                                                               | Del Corazón de América… ésta es la garra Guaraní                                                   |
| Polsko              | Bílo-červení! Odvážní a nebezpeční!                                                              | Biało-czerwoni! Waleczni i niebezpieczni!                                                          |
| Portugalsko         | Na okně vlajka, na trávníku celý národ                                                           | À janela uma Bandeira, no relvado uma nação inteira                                                |
| Saúdská Arábie      | Zelení sokolové jsou neporazitelní                                                               | الاخضر صقور خضر بهمهم وين ما حلو ضاهوا القم                                                        |
| Srbsko a Černá Hora | Z lásky ke hře                                                                                   | Za ljubav igre                                                                                     |
| Španělsko           | Španělsko. Jedna země. Jedna naděje.                                                             | España. Un país, una ilusión                                                                       |
| Švédsko             | Bijte se! Odvahu! Do toho! Celé Švédsko stojí za vámi!                                           | Kämpa! Jobba! Visa glöd. Ni har svenska folkets stöd!                                              |
| Švýcarsko           | 2006, hodina Švýcarska!                                                                          | 2006, it's Swiss o'clock!                                                                          |
| Togo                | Hráčská vášeň a žízeň k vítězství!                                                               | La rage de vaincre et la soif de réussir!                                                          |
| Trinidad a Tobago   | Soca Warriors přijíždějí, duch bojovníků z Karibiku                                              | Here Come the Soca Warriors, the Fighting Spirit of the Caribbean                                  |
| Tunisko             | Orlové z Kartága, vždy nejvýše, vždy nejsilnější                                                 | Les aigles de Carthage… toujours plus haut, toujours plus fort                                     |
| Ukrajina            | S naší podporou, Ukrajina musí zvítězit                                                          | Вболіваємо за наших, Україна серед кращих                                                          |
| USA                 | Sjednoceni hrajeme, sjednoceni zvítězíme                                                         | United we play, United we win                                                                      |